# Shamseddin Seyed-Abbasi
Shamseddin Seyed-Abbasi   (Teheran, 4 de febrer de 1943 - Teheran, 16 de març de 2004) fou un lluitador iranià, especialista en lluita lliure, guanyador d'una medalla olímpica.
El 1968 va prendre part en els Jocs Olímpics d'Estiu de Ciutat de Mèxic, on guanyà la medalla de bronze en la competició del pes ploma del programa de lluita lliure. Quatre anys més tard, als Jocs de Munic, fou cinquè en la mateixa prova.
En el seu palmarès també destaquen tres medalles en el Campionat del Món, d'or el 1970 i de plata el 1969 i 1971, així com una medalla d'or en els Jocs Asiàtics de 1970.